# Anke Rehlinger
Pour les articles homonymes, voir Rehlinger et Moos.
Anke Rehlinger est une femme politique allemande née le 6 avril 1976 à Wadern (Sarre), membre du Parti social-démocrate d'Allemagne (SPD).
Elle est élue en 2006 députée au Landtag de Sarre. Six ans plus tard, elle devient ministre de la Justice et ministre de l'Environnement dans la grande coalition d'Annegret Kramp-Karrenbauer. Elle est nommée en 2014 vice-ministre-présidente et ministre de l'Économie.
Elle conserve ce poste après les élections régionales de 2017, au cours desquelles elle était cheffe de file du SPD et pressentie pour former le prochain gouvernement en coalition avec Die Linke, ce que les résultats n'ont finalement pas permis. À nouveau cheffe de file électorale en 2022, elle remporte la majorité absolue des sièges et est élue ministre-présidente le 25 avril suivant.

## Jeunesse
Elle obtient son baccalauréat à Merzig en 1995. Elle s'inscrit alors en droit à l'université de la Sarre. Adepte de la discipline du lancer, elle détient le record du lancer de poids de la Sarre dans la catégorie femme, et du lancer de disque dans la catégorie jeune, au niveau national.
Elle adhère au SPD trois ans plus tard. Elle réussit son premier diplôme juridique d'État en 2000, puis elle suit un cursus complémentaire à l'université allemande pour les sciences administratives de Spire en 2001. Au cours des deux années qui suivent, elle effectue son stage juridique au ministère de la Justice du Land de Sarre.
Nommée à un poste de vice-présidente des Jusos de la Sarre en 2003, elle réussit cette même année son second diplôme juridique d'État. Durant une année, elle suit des cours de spécialisation en droit fiscal, avant de devenir en 2004 travailleuse indépendante au sein d'un cabinet d'avocats.

## Carrière politique

### Ascension
Elle est élue en cette même année conseillère municipale de Wadern et députée de la circonscription de Sarrelouis au Landtag de Sarre. Elle devient avocate et présidente de la section du parti à Wadern l'année suivante.
En 2006, elle est choisie pour exercer la présidence de la section du SPD dans l'arrondissement de Merzig-Wadern et diriger, jusqu'en 2009, la commission parlementaire des Affaires européennes. La même année, elle fonde son propre cabinet d'avocats à Losheim am See, à l'est de Wadern.
Elle quitte la vice-présidence des Jeunes sociaux-démocrates du Land en 2007, puis celle de la section municipale trois ans après. Entre 2010 et 2011, elle préside aux travaux de la commission de l'Éducation du Landtag.

### Ministre
Elle est nommée le 9 mai 2012 ministre de la Justice et ministre de l'Environnement et de la Protection des consommateurs du Land dans le second cabinet de grande coalition de la ministre-présidente chrétienne-démocrate Annegret Kramp-Karrenbauer. Elle est désignée en 2013 vice-présidente du SPD de la Sarre.
Le 15 janvier 2014, un mois après que Heiko Maas est devenu ministre fédéral, Anke Rehlinger est nommée à 37 ans vice-ministre-présidente, ministre de l'Économie, du Travail, de l'Énergie et des Transports de la Sarre.
Elle participe, cette même année ainsi que l'année suivante, aux championnats allemands d'athlétisme pour adultes, dans les disciplines du lancer de poids et du lancer de disque.

### Élections de2017

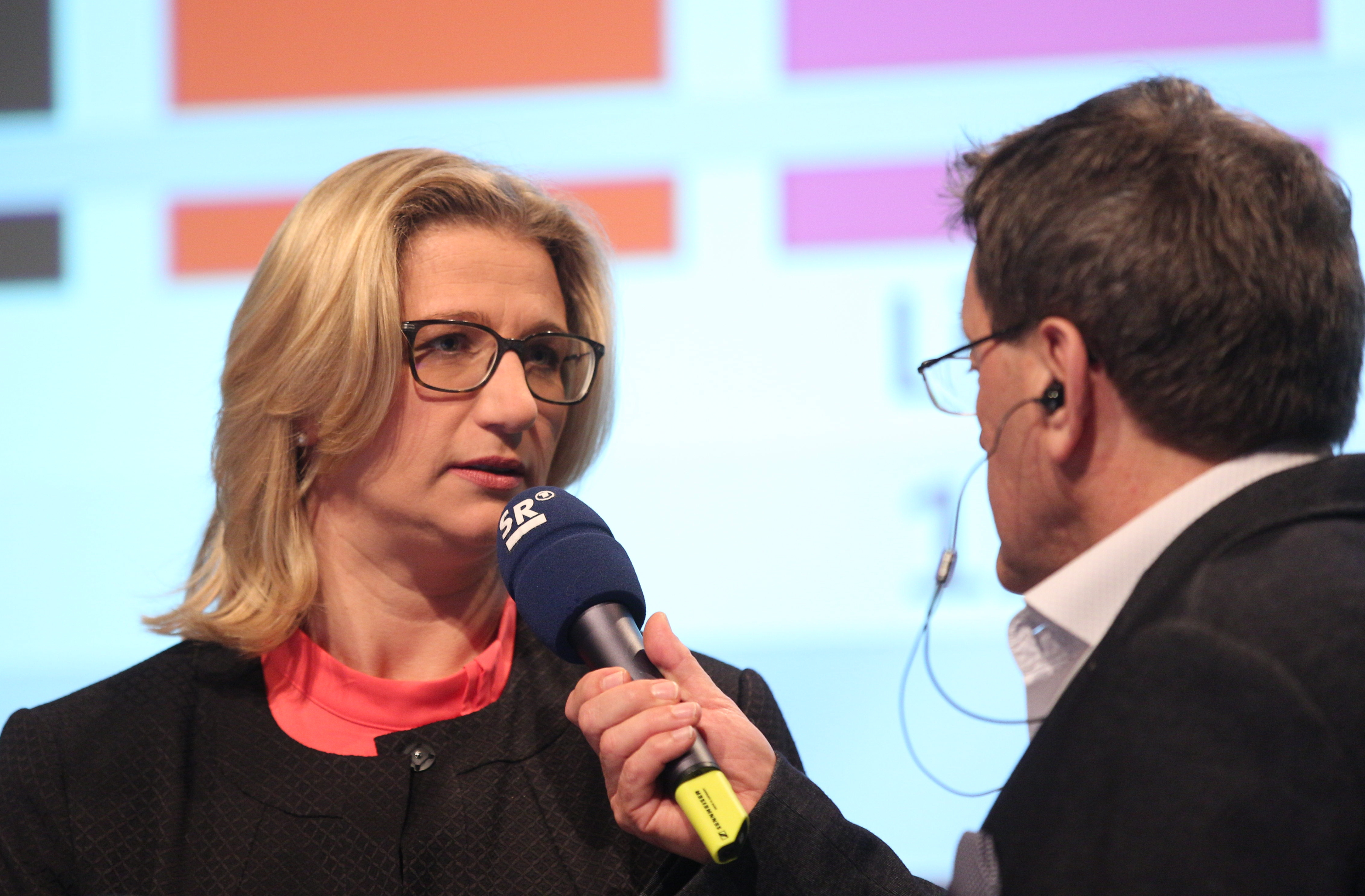
Anke Rehlinger interviewée par la Saarländischer Rundfunk au soir des élections de 2017.

Elle est investie le 18 juin 2016 chef de file sociale-démocrate aux élections régionales du 26 mars 2017 par 99 % des voix des délégués du congrès régional du parti.
Alors que les sondages annonçaient un résultat serré et la possibilité pour elle de former une « coalition rouge-rouge » avec Die Linke, le score final du SPD est en recul d'un point par rapport à 2012 tandis que l'écart avec la CDU passe de 4,6 à 11,7 points et que l'alliance avec la Linke compte seulement 24 députés sur 51. Cinq jours après le scrutin, l'Union chrétienne-démocrate et le Parti social-démocrate ouvrent des négociations de coalition, qui se concluent positivement le 2 mai. Quinze jours plus tard, Annegret Kramp-Karrenbauer est réélue ministre-présidente et forme son troisième gouvernement, dans lequel Anke Rehlinger est de nouveau vice-ministre-présidente, ministre de l'Économie, du Travail, de l'Énergie et des Transports.
Le 10 mars 2018, Anke Rehlinger est élue présidente régionale du SPD en Sarre par un congrès réuni à Dillingen : elle remporte le soutien de 257 délégués sur 272, soit 94,5 % des voix. Elle prend ainsi la succession d'Heiko Maas, à la tête du parti dans le Land depuis 17 ans et appelé à devenir ministre fédéral des Affaires étrangères, après avoir réclamé à la suite des élections de 2017 au renouvellement interne du SPD sarrois.

## Ministre-présidente de Sarre

### Élections de2022
À l'occasion d'une conférence programmatique organisée le 9 octobre 2021, le comité directeur régional et le groupe parlementaire du SPD investissent à l'unanimité Anke Rehlinger comme cheffe de file pour les élections régionales du 27 mars 2022. Bénéficiant de la forte popularité de sa cheffe de file, d'une gestion critiquée de la pandémie de Covid-19 par le ministre-président Tobias Hans et de l'effondrement de Die Linke, le Parti social-démocrate l'emporte avec 43,5 % des voix et s'adjuge 29 députés sur 51, soit la majorité absolue des sièges au Landtag, à l'occasion du scrutin.

## Vie privée
Elle est mariée depuis 1999 avec Thomas Rehlinger. Ils ont un fils. Début 2022, elle se sépare de son mari.